# 垂裕祠
垂裕祠，位于中国福建省三明市三元区荆东村，南宋嘉定七年（1214年）始建，明嘉靖三十六年（1557年）重建。奉祀北宋银青光禄大夫邓克谐暨配罗氏。由牌楼式大门、左右门塾、天井、两廊及大堂组成。大堂悬山顶，面阔五间。祠后邓克谐墓为附属文物。2005年5月11日公布为第六批福建省文物保护单位。